# Юрегир
Юрегир (тур. Yüreğir) — район в провинции Адана (Турция), в настоящее время является частью города Адана.

## История
Название района происходит от имени турецкого племени Юрегир, заселившего эти места, когда турки пришли в Малую Азию.